# Мечеть имама Али
Мечеть Имама Али (араб. حرم الإمام علي‎), также известна как Могила Али — мечеть, расположенная в Эн-Наджафе, Ирак. По шиитской традиции мечеть является местом погребения Адама и Ноя.

## История
Мечеть была сначала построена иранским правителем Азуд ад-Доуле и была открыта около 977 года над местом погребения Али. Сгорела и была снова построена в 1086 году, перестроена в 1358 году и в XVI — первой половине XVII века.
Во время восстания в марте 1991 года гвардейцы Саддама Хусейна сильно повредили Мечеть Имама Али, когда штурмовали шиитских оппозиционеров, укрывшихся в ней. Впоследствии она была закрыта в течение двух лет, официально для ремонта.
Около мечети произошло несколько террористических актов за время проведения операции в Ираке.
На мечети присутствует стих на тюркском, сделанный по указанию Надир-шаха в первой половине XVIII века.